# Óskar Halldórsson
Pour les articles homonymes, voir Halldórsson.
Óskar Halldórsson (27 octobre 1921 - 11 avril 1983) est un universitaire islandais. Il a réalisé d’importants travaux sur les sagas islandaises, en particulier sur la question de leurs origines historiques. Cette spécialité lui a donné un rôle prééminent dans le débat sur l’origine de la saga de Hrafnkell.